# Xã Greene, Quận Jay, Indiana
Xã Greene (tiếng Anh: Greene Township) là một xã thuộc quận Jay, tiểu bang Indiana, Hoa Kỳ. Năm 2010, dân số của xã này là 989 người.